# ویکی دیویس
ویکی دیویس (انگلیسی: Vicki Davis؛ زادهٔ ۱۸ ژوئیهٔ ۱۹۸۰) یک هنرپیشه اهل ایالات متحده آمریکا است. وی از سال ۱۹۸۸ میلادی تاکنون مشغول فعالیت بوده‌است. 